# El Dorado-Raffinerie (Coastal)
Die El Dorado-Raffinerie (englisch: El Dorado Refinery) von Coastal Corporation war eine US-amerikanische Raffinerie in El Dorado (Butler County) im Bundesstaat Kansas. Sie wurde 1993 wegen Unrentabilität stillgelegt. Sie ist nicht zu verwechseln mit der El Dorado-Raffinerie von HollyFrontier, welche sich ebenfalls in El Dorado befindet.

## Geschichte
Die Raffinerie wurde 1917 für die Pester Refining Company errichtet. Petro Atlas übernahm 1958 die Raffinerie und verkaufte sie nach nur sechs Monaten an die Fina Oil and Chemical Company weiter. Bis 1977 verblieb die Raffinerie bei der Fina Oil and Chemical Company. Von 1977 bis 1985 war die Raffinerie wiederum Teil der Pester Refining Company. Durch den Bankrott der Pester Company am 25. Februar 1985 musste die Raffinerie im darauffolgenden März stillgelegt werden. Nach über einem Jahr wurde die Raffinerie mit dem dazugehörigen Gelände am 10. April 1986 durch die Coastal Company übernommen.
Nachdem sich im immer größere Verluste im Raffineriegeschäft anhäuften, wurden die El Dorado-Raffinerie und die Derby-Raffinerie der Coastal stillgelegt.
Bis September 2004 wurde auf dem Gelände weiterhin Asphalt verarbeitet und ein Terminal betrieben. Das Gelände mit dem noch bestehenden Asphaltbetrieb und dem Terminal gelangte 2001 durch die Übernahme der Coastal Corporation durch die El Paso Corporation zu dieser. Von 2004 bis 2010 wurden die verbliebenen Anlagen der ehemaligen Raffinerie abgerissen und das Gelände saniert. Durch die Übernahme der El Paso gehört die Brachfläche seit 2012 der Kinder Morgan.

## Technische Daten

### Verarbeitungsanlagen
- Atmosphärische Destillation
- Entschwefelungsanlagen
- Reformer
- FCC-Einheit
- Alkylierung
- Entasphaltierung